# 盛锡福大楼

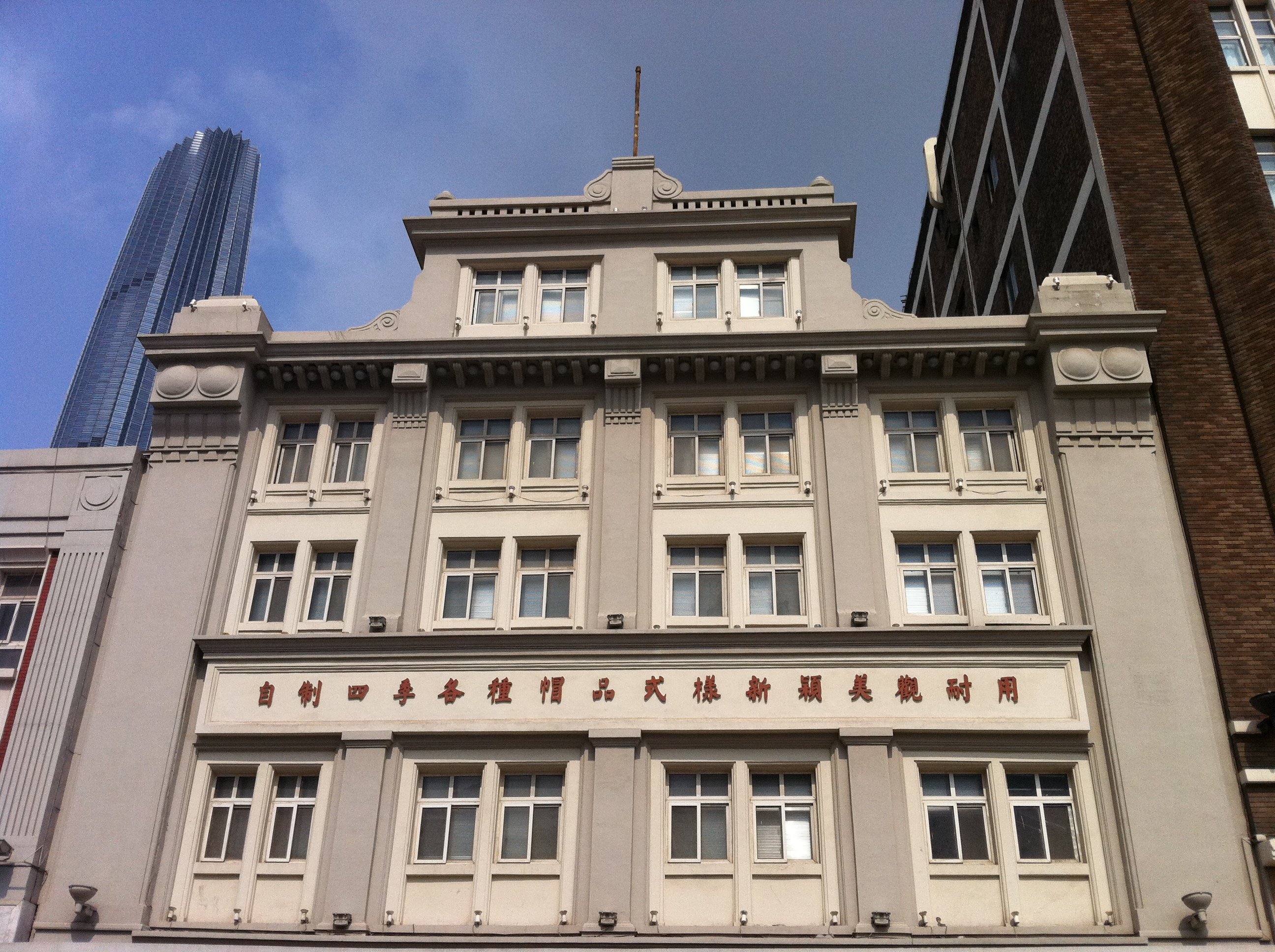
盛锡福大楼外景

盛锡福大楼原为天津老字号盛锡福公司的总部大楼，该建筑建于1929年，坐落于天津法租界的杜总领事路（Rue du Chaylard）21号（今和平区和平路273号）。2015年建筑体大部分被拆除。

## 历史
盛锡福天津总店最初的楼宇为盛锡福的创始人刘锡三的叔辈亲戚刘子山出资为其建造，为一栋三层楼。1925年，盛锡福总店在此开业。1927年，该总店被火灾焚毁。其后，1929年，由德国贝伦德（Karl Behrendt）工程公司设计并承建的新盛锡福大楼在原址上重新建起，作为盛锡福的生产基地和当时中国国内外市场网络的调度中心，原盛锡福总号大楼里设有总管理处、批发部、零售部、函售部、采购部、会计部、同人存款部和六个工厂，楼后还设有印刷厂和栈房分。二十世纪二、三十年代，盛锡福先后在南京、上海、北京、沈阳、青岛和武汉等地设立了多家分店。2009年，因盛锡福大楼所属地块被拍卖，该建筑面临拆迁，原址将建设天津天河城购物中心。2015年，大楼大部分建筑体被拆除。

## 建筑
盛锡福大楼为五层钢筋混凝土结构楼房，大楼外立面上刻有16个大字：“自制四季各种帽品式样新颖美观耐用”，附有對聯「统办環球物品，振興中華國貨」。